# Japonês nascido no exterior
Um japonês nascido no exterior (em japonês 日本 国籍 取得 者 Nihon kokuseki shutokusha, literalmente “pessoa que adquiriu cidadania japonesa”) é uma cidadão japonês de origem ou herança estrangeira, que nasceu fora do Japão e mais tarde adquiriu a nacionalidade japonesa. Esta categoria pode incluir tanto pessoas que possuem ascendência japonesa como ascendência não-japonesa. A subcategoria anterior é levada em consideração devido às complicações das legislações nacional e internacional sobre a cidadania de recém-nascidos.

## Questões legais
Pela lei japonesa, adultos não podem portar tanto uma nacionalidade estrangeira quanto a nacionalidade japonesa (dupla cidadania): 
- aqueles que adquiriram a dupla nacionalidade antes dos 20 anos devem escolher uma única nacionalidade antes de atingir a idade de 22 anos.
- aqueles que adquiriram uma dupla nacionalidade após os 20 anos devem escolher uma única nacionalidade no prazo de dois anos.

Muitos que se naturalizam japoneses igualmente adoptam um nome japonês, e esse nome deve ser escolhido através de uma lista de kanjis aprovados. Chineses ou coreanos que possuem nomes com caracteres em kanji podem ou não ter problemas nesse sentido.
Nenhuma lei proíbe que um japonês nascido no estrangeiro a ser eleito como membro da Dieta (como, na verdade, o japonês de origem finlandesa Marutei Tsurunen assim o fez). Teoricamente, portanto, um japonês nascido no exterior pode tornar-se primeiro-ministro no Japão.
Provavelmente, devido à dificuldade na obtenção de cidadania e por causa da diferença cultural, japoneses de origem estrangeira representam uma porcentagem pequena da população japonesa. Muitos dos que nascem e vivem permanentemente no Japão, em particular coreanos e chineses, tendem a manter sua cidadania de origem. Tem havido uma constante discussão entre o governo e os legisladores sobre a possibilidade de se expandir os direitos dos que possuem residência permanente a fim de incluir tais disposições, como o direito de voto nas eleições, entre outros. Poucas estatísticas são mantidas sobre o número de chineses e coreanos que se naturalizaram japoneses, uma vez que tais estatísticas não são mantidas pelo governo japonês. Dessa forma, um vez que a pessoa se naturalizou ela é, para todos os efeitos nos termos da lei, um cidadão japonês.
A política japonesa do jus sanguinis contrasta com a de outros países, como alguns países da Europa Ocidental, no Canadá, nos Estados Unidos ou na Austrália, onde as pessoas nascidas no país adquirem a cidadania já no nascimento (conforme o jus soli). Embora não estimulem mais de uma nacionalidade, tecnicamente os países acima citados permitem aos seus cidadãos manter a dupla nacionalidade.

## Japoneses naturalizados notórios
Encontram-se aqui pessoas que adquiriram a cidadania japonesa.

### Políticos
| Adquirente      | País de origem/região | Ano da aquisição |
| --------------- | --------------------- | ---------------- |
| Shōkei Arai     | Coreia                | 1966             |
| Marutei Tsurune | Finlândia             | 1979             |
| Shinkun Haku    | Coreia do Sul         | 2003             |

### Show business
| Adquirente          | País de origem/região          | Ano da aquisição |
| ------------------- | ------------------------------ | ---------------- |
| Tsuyoshi Abe        | China                          | 1991             |
| Tsuyoshi Ihara      | Coreia do Sul                  | 1995             |
| Bobby Ologu         | Nigéria                        | 2007             |
| Nobuo Kyo           | Coreia do Sul                  | ?                |
| Claude Ciari        | França                         | 1985             |
| Judy Ongg           | Taiwan                         | 1972             |
| Akira Nishikino     | Coreia do Sul                  | ?                |
| Keiko Matsuzaka     | Coreia do Sul                  | ?                |
| Yusaku Matsuda      | Coreia do Sul                  | 1974             |
| John Muwete Muluaka | República Democrática do Congo | 2005             |
| Mona Yamamoto       | Noruega                        | 1982             |
| Lileisen            | Coreia do Sul                  | 1975             |
| Roy James           | Rússia                         | 1970             |

### Empresários
| Adquirente       | País de origem/região | Ano da aquisição |
| ---------------- | --------------------- | ---------------- |
| Momofuku Ando    | Taiwan                | 1947?            |
| Masayoshi Son    | Coreia do Sul         | 1991             |
| Robson Hayashida | Brasil                | 2006             |
| Bill Totten      | Estados Unidos        | 2006             |

### Escritores
| Adquirente           | País de origem/região   | Ano da aquisição |
| -------------------- | ----------------------- | ---------------- |
| Debito Arudou        | Estados Unidos          | 2000             |
| Shizuka Ijuin        | Coreia do Sul           | ?                |
| Gozenka              | Coreia do Sul           | 1991             |
| Eikan Kyuu           | Taiwan                  | 1980             |
| Kin Birei            | Taiwan                  | 2009             |
| Clive Williams Nicol | País de Gales           | 1995             |
| Lafcádio Hearn       | Reino Unido （Irlanda） | 1896             |
| Pin Shi              | China                   | 2007             |
| Masaaki Tachihara    | Coreia do Sul           | 1947             |
| Chin Shunshin        | Taiwan                  | 1990             |
| Benjamin Fulford     | Canadá                  | 2007             |

### Pesquisadores e professores universitários
| Adquirente         | País de origem/região | Ano da aquisição |
| ------------------ | --------------------- | ---------------- |
| J.A.T.D. Nishantha | Sri Lanka             | 2005             |
| Taikin Tei         | Coreia do Sul         | 2004             |
| Pema Gyalpo        | Tibete                | 2005             |

### Chefs
| Adquirente | País de origem/região | Ano da aquisição |
| ---------- | --------------------- | ---------------- |
| Chen Kenmi | China                 | 1954             |

### Desporto

#### Futebol
| Adquirente                       | País de origem/região | Ano da aquisição |
| -------------------------------- | --------------------- | ---------------- |
| Jorge Albero                     | Argentina             | ?                |
| Ko Ishikawa                      | Bolívia               | ?                |
| Edwin Uehara                     | Peru                  | 1994             |
| Sergio Ariel Escudero            | Argentina e Espanha   | 2007             |
| Kazunari Okayama                 | Coreia do Sul         | 1997             |
| Ademir Santos                    | Brasil                | 1995             |
| Alessandro dos Santos            | Brasil                | 2001             |
| Marcus Túlio Tanaka              | Brasil                | 2003             |
| Erikson Noguchipinto             | Brasil                | 2003             |
| Dido Havenaar                    | Países Baixos         | 1994             |
| Mike Havenaar                    | Países Baixos         | 1994             |
| Suzuki Castanheira Bruno Junichi | Brasil                | 2009             |
| Michel Miyazawa                  | França                | 1993             |
| Ricardo Higa                     | Brasil                | 2003             |
| Marcio Matsuda                   | Brasil                | 2008             |
| Daishiro Yoshimura               | Brasil                | 1970             |
| George Yonashiro                 | Brasil                | 1985             |
| Ruy Ramos                        | Brasil                | 1989             |
| Tadanari Lee                     | Coreia do Sul         | 2007             |
| Wagner Lopes                     | Brasil                | 1997             |

#### Beisebol
| Adquirente        | País de origem/região | Ano da aquisição |
| ----------------- | --------------------- | ---------------- |
| Takahiro Arai     | Coreia do Sul         | ？               |
| Tsutomu Iwamoto   | Coreia do Sul         | ？               |
| Genji Kaku        | Taiwan                | 1989             |
| Masaichi Kaneda   | Coreia do Sul         | 1959             |
| Norihito Kaneto   | Coreia do Sul         | 2005             |
| Yoshiaki Kanemura | Coreia do Sul         | ？               |
| Tomoaki Kanemoto  | Coreia do Sul         | 2001             |
| Tatsuhiko Kinjoh  | Coreia do Sul         | 2000             |
| Yoshiki Sakamoto  | Taiwan                | 1991             |
| Shigeo Tamaki     | Brasil                | 1999             |
| Hisao Niura       | Coreia do Sul         | 1973             |
| Yuichi Matsumoto  | Brasil                | 2004             |
| Sogen Miyake      | Taiwan                | 1981             |
| Hichori Morimoto  | Coreia do Sul         | ？               |

#### Sumô
| Adquirente          | País de origem/região | Ano da aquisição |
| ------------------- | --------------------- | ---------------- |
| Aotsurugi Kenta     | Tonga                 | 2006             |
| Akebono Tarō        | Estados Unidos        | 1996             |
| Kyokutenzan Takeshi | Mongólia              | 2005             |
| Kyokutenhō Masaru   | Mongólia              | 2005             |
| Konishiki Yasokichi | Estados Unidos        | 1994             |
| Yasumasa Shironoryu | Mongólia              | 2009             |
| Takamiyama Daigorō  | Estados Unidos        | 1980             |
| Hoshitango Imachi   | Argentina             | 2000             |
| Musashimaru Kōyō    | Estados Unidos        | 1996             |
| Mōkonami Sakae      | Mongólia              | 2009             |
| Gō Ryūdō            | Brasil                | 1996             |
| Tamarikidō Hideki   | Coreia do Sul         | 2009             |
| Ryū Kinkaiyam       | Coreia do Sul         | 2005             |

#### Vôleibol
| Adquirente     | País de origem/região | Ano da aquisição |
| -------------- | --------------------- | ---------------- |
| Shuka Oyama    | China                 | 2002             |
| Takako Shirai  | Coreia do Sul         | 1970             |
| Marcos Sugiyam | Brasil                | 2003             |
| Junko Moriyama | Coreia do Sul         | 1995             |

#### Artes Marciais
| Adquirente        | País de origem/região | Ano da aquisição |
| ----------------- | --------------------- | ---------------- |
| Yoshihiro Akiyama | Coreia do Sul         | 2001             |
| Masutatsu Oyama   | Coreia do Sul         | ?                |
| Akira Maeda       | Coreia do Sul         | 1984             |

#### Rugby
| Adquirente       | País de origem/região | Ano da aquisição |
| ---------------- | --------------------- | ---------------- |
| Kim Chul-Won     | Coreia do Sul         | 2007             |
| Sinali Latu      | Tonga                 | ?                |
| Touetsu Taufa    | Tonga                 | ?                |
| Nataniela Oto    | Tonga                 | 2004             |
| Brendan Neilson  | Nova Zelândia         | 2006             |
| Mau Touriki      | Tonga                 | 2005             |
| Roni Manako      | Tonga                 | ?                |
| Luatangi Vatuvei | Tonga                 |                  |
| Lopeti Oto       | Tonga                 | ?                |

#### Basquete
| Adquirente             | País de origem/região | Ano da aquisição |
| ---------------------- | --------------------- | ---------------- |
| Shin Aoshima           | China                 | 2010             |
| Eric McArthur          | Estados Unidos        | 2000             |
| Tei Gaku               | China                 | 2010             |
| Lisa Kawamura          | China                 | 2009             |
| J. R. Sakuragi         | Estados Unidos        | 2007             |
| Ken Tanaka             | Estados Unidos        | 2004             |
| Haimo Chen             | China                 | 2004             |
| Unju Ha                | Coreia do Sul         | 2003             |
| Darin Satoshi Maki     | Estados Unidos        | ?                |
| Walterbrown Matsushima | Estados Unidos        | 2004             |
| Wang Min               | China                 | 2003             |
| Weiss Dan              | Estados Unidos        | 1996             |

#### Hóquei no Gelo
| Adquirente           | País de origem/região | Ano da aquisição |
| -------------------- | --------------------- | ---------------- |
| Dusty Imoo           | Canadá                | 1997             |
| Oshiro Joel Dyck     | Canadá                | 2000             |
| Yoshikazu Kabayama   | Canadá                | 1997             |
| Chris Bright         | Canadá                | 2003             |
| Ryan Kuwabara        | Canadá                | 1997             |
| Daniel Okawa         | Canadá                | 1997             |
| Sutibunken Tsujiura  | Canadá                | 1997             |
| kiyoshi Fujita       | Canadá                | 1997             |
| Chiristopher Yule    | Canadá                | 1997             |
| Osamu Wakaba yashi   | Canadá                | 1971             |
| Takeshi Mitani Dashi | Canadá                | 2008             |
| Keller Aaron         | Canadá                | ?                |

#### Tênis de mesa
| Adquirente    | País de origem/região | Ano da aquisição |
| ------------- | --------------------- | ---------------- |
| Shu Arai      | China                 | 1999             |
| Wei Qingguang | China                 | 1997             |
| Yo Kan        | China                 | 2006             |
| He Zhili      | China                 | 1992             |
| Kaii Yoshida  | China                 | 2004             |

#### Softbol
| Adquirente   | País de origem/região | Ano da aquisição |
| ------------ | --------------------- | ---------------- |
| Reika Utsugi | China                 | 1995             |

#### Futebol americano
| Adquirente     | País de origem/região | Ano da aquisição |
| -------------- | --------------------- | ---------------- |
| Shoei Hasegawa | Coreia do Sul         | ?                |

#### Tiro com arco
| Adquirente    | País de origem/região | Ano da aquisição |
| ------------- | --------------------- | ---------------- |
| Nami Hayakawa | Coreia do Sul         | 2006             |

#### Atletismo
| Adquirente     | País de origem/região | Ano da aquisição |
| -------------- | --------------------- | ---------------- |
| Stephen Mayaka | Quênia                | 2005             |